# Crimen incesti (Sakralrecht)
Crimen incesti definierte im römischen Sakralrecht die rituelle Unreinheit und beinhaltete ein religiöses Kapitalverbrechen, das insbesondere eine Vestalin mit ihrem Verstoß gegen das Keuschheitsgelübde beging.
Im römischen Zivilrecht subsumierte die Rechtsnorm des crimen incesti den Geschlechtsakt zwischen Blutsverwandten, der in einem privaten Kriminalverfahren verfolgt und vor einem Komitialgericht – später vor einem kaiserlichen Schwurgerichtshof – verhandelt wurde.
Das sakrale Verbrechen hingegen fiel in die Strafverfolgungskompetenz des pontifex maximus, der als ranghöchster Priester die Aufsicht und die Jurisdiktion über die Vestalinnen führte. Die Gerichtsverhandlung wurde vor einem Priesterkollegium unter dem Vorsitz des Oberpriesters geführt. Diese Funktion übernahm ab Augustus während der gesamten römischen Kaiserzeit der jeweilige princeps.

## Sakralverfahren
Die Verhandlung wurde in der Regia, dem Amtslokal des Priesterkollegiums, in einer Versammlung der Pontifices unter dem Vorsitz des pontifex maximus geführt. Nach der Beweisaufnahme und der Anhörung von Zeugen wurde der Vestalin die Möglichkeit gegeben, Einwände vorzubringen, die sie zu ihrer Entlastung anführen konnte. Das Urteil fällte der Vorsitzende unter Berücksichtigung der Einzelfallauslegung und der Rechtswürdigung des beratenden Pontifikalkollegiums.

### Tatbestand
Beim sakralen crimen incesti, einem Verstoß gegen die beschworene sexuelle Abstinenz, handelte es sich um ein echtes Sonderdelikt. Der Tatbestand konnte nur von einer Person erfüllt werden, die dem weiblichen Priesterstand der Vestalinnen angehörte. Bei einer Mittäterschaft wurden hingegen keine besonderen Eigenschaften an den Sexualpartner vorausgesetzt.

### Rechtsfolge
Die schuldig befundene Vestalin wurde in einer Prozession, unter Anteilnahme der Öffentlichkeit, zu ihrer Richtstätte geführt, um lebendig begraben zu werden. Dort musste sie, während der Oberpriester wahrscheinlich ein Gebet, vielleicht auch einen Bannspruch aussprach, in einen vorbereiteten unterirdischen Gang hinabsteigen, der mit einem gewissen Lebensmittelvorrat und einer Öllampe ausgestattet war. Anschließend wurde der Einstieg zum Grab verschüttet und verschlossen.
Die in den Quellen benannten angeklagten Mittäter, die sich selbst durch ihren Tatbeitrag, nämlich die Unzucht mit einer Priesterin, außerhalb des öffentlichen Rechts gesetzt hatten und somit auch jeglichen Rechtsschutzes verlustig gingen, wurden hinterher auf dem Comitium mit einem Flagrum durch den pontifex maximus zu Tode gegeißelt.

## Sakralrechtliche Sanktionsabsicht
Konträr einer repressiven Sanktion im römischen Zivilprozess, hatte die Einmauerung einer Vestalin nicht das Ziel, die Person mit ihrer Hinrichtung zu bestrafen. Die vielmehr präventiv ausgerichtete Intention der Maßnahme bestand darin, den sakralen Frevel – der als prodigium, also als schlechtes Vorzeichen aufgefasst wurde – zu beseitigen, um damit den religiösen Rechtsfrieden wiederherzustellen und weitere Schäden am Gemeinwesen, der res publica, abzuwehren.
Im Gegensatz zum öffentlichen Recht war für die Delinquenten im Sakralrecht das finale Rechtsmittel der Provokation daher konsequent ausgeschlossen, weil mit einer lebenden, befleckten Vestalin der sakrale Schaden am römischen Gemeinwesen weiterhin bestanden hätte.